# Den tatuerade änkan
Den tatuerade änkan é um telefilme sueco de 1998 dirigido por Lars Molin e estrelado por Mona Malm. Foi o primeiro filme da Suécia premiado com um International Emmy Award.

## Sinopse
Este drama sueco conta a história de Ester Hershagen, uma mulher que embarca em uma jornada pessoal de libertação depois que sua tia rica morre, deixando-a como sua única herdeira.

## Elenco
- Mona Malm ... Ester Hershagen
- Gösta Bredefeldt ... Allan Hershagen
- Göran Forsmark ... Joakim Hershagen
- Pia Johansson ... Anette Hershagen
- Maria Kulle ... Lillemor Hershagen
- Per Graffman ... Jörgen Ramberg
- Erland Josephson ... Per Gunnarsson, o advogado de Ester
- Sven Wollter ... Erik Sandström
- Ingvar Hirdwall ... Egon Andersson
- Jan Malmsjö ... Leon Mark
- Niklas Falk ... Cederberg
- Håkan Fohlin ... Eklöf, vigário
- Gunilla Nyroos
- Viktor Friberg
- Lakke Magnusson ... Doutor

## Prêmios
| Ano  | Prêmio             | Categoria    | Resultado |
| ---- | ------------------ | ------------ | --------- |
| 1998 | Emmy Internacional | Melhor Drama | Venceu    |